# Космачёв, Константин Михайлович
Константин Михайлович Космачёв (7 мая 1911 — 4 августа 1992) — белорусский советский живописец, график и педагог. Заслуженный деятель искусств Белорусской ССР (1963).

## Биография
Родился в 1911 году в селе Микулино, Оршанского уезда, Могилёвской губернии, Российская Империя.
В 1928—1932 годах учился в Витебском художественном техникуме, где его преподавателями были М. Эндэ и В. Руцай.  После окончания техникума, в индивидуальном порядке продолжал обучение у Ю. Пэна, В. Руцая,  Ф.  Фогта.
Окончил курсы повышения квалификации художников в г. Минске (1938 — 1940).
В 1940 году был принят в состав Союза художников БССР.
Участник Великой Отечественной войны, в боевых действиях был контужен.
С 1945 года жил и работал в Минске.
Преподавал в Минском художественном училище (1948 — 1957).
Принимал участие в более чем пятидесяти художественных выставках: главных республиканских выставках в Минске (с 1932 года), выставках белорусского искусства в Москве и других городах СССР (с 1940 года), а также выставках белорусских художников в Румынии (1959), Великобритании (1967), Финляндии (1969), Польше (1971), Италии (1973), Австрии (1976).
Персональные выставки К. Космачёва были проведены в г. Минске в 1971 и 1982 годах.
С  27 мая по 28 июня 2011 года картины художника экспонировались в Национальном художественном  музее Республики Беларусь в составе выставки «И дольше века длится …».
Государственные награды СССР: орден «Знак Почёта», медали «За трудовую доблесть» и «За трудовое отличие» (25.02.1955).
Награжден двумя Грамотами Верховного Совета БССР.
Заслуженный деятель искусств Белорусской ССР (1963).

## Творчество
К. Космачёв работал в области станковой живописи и графики.
Из довоенных работ сохранилась картина «В подпольной типографии» (1940).
В 1946 году была создана картина «Русские пришли», посвящённая событиям недавней войны.
С 1947 года художник работал над воплощением образа В.И. Ленина («Ленин в Разливе», 1947; «Накануне», 1959, вариант 1961; триптих «Незабываемое», 1962). Один из авторских вариантов картины «Накануне» был приобретён в собрание Государственной Третьяковской галереи.
В сюжетно–тематическом жанре художник написал картины «На пасеке» (1950), «В родном краю. С. Есенин» (1965) и триптих «Речицкая лирическая» (1965).
В период с 1966 по 1972 годы К. Космачёв написал галерею пейзажей с изображением архитектурных памятников России и Белоруссии («Москва. Кремлёвские соборы утром»; «Загорск. Лавра. Поздняя осень»; «Псков. Гремячая башня»; «Новгород. Кремль», «Несвиж. Замок»; «Белая Вежа»; «Мирский замок»; «Слуцкие ворота. Несвиж», и др.). Образы белорусской природы художник воплотил в картинах «Ласковое осеннее утро», «Сиреневый май», «Стог клевера», «Весна пришла», «Раубичи в октябре» и др.
В 1970 - е годы К. Космачёв работал преимущественно в области станковой графики («Портрет матери», 1979; «Автопортрет», 1980; «Студентка», 1981).
Картины и графика  К. Космачёва находятся в Национальном художественном  музее Республики Беларусь, фонде Белорусского союза художников, музеях Российской Федерации.